# Dobet Gnahoré
Dobet "Valérie" Gnahoré (Costa de Marfil - 17 de junio de 1982). Es una bailarina, percusionista, cantante y compositora musical marfileña residente en Francia.

## Breve biografía
Con 12 años, Dobet pidió a su padre, músico y actor, que la sacase del sistema de educación tradicional para poder formarse como artista, a lo que su padre, Boni, percusionista que posteriormente actuaría siempre con ella, accedió. Esto significó que, a partir de entonces, aprendería del particular ambiente de Le Village Ki-Yi, comuna artística cofundada por WeréWeré LiKing, en la ciudad de Abiyán. Esta experiencia supuso una excelente formación para Dobet, especialmente cuando un guitarrista francés llamado Colin Laroche de Feline se instaló en Ki-Yi. La pareja formó una sociedad musical que, 15 años después, continúa. Debido a la guerra civil en su país, se radicó en Marsella (Francia) en 1999, donde amplió su carrera profesional.
Se casó con el guitarrista francés Colin Laroche de Féline, con quien vivió durante dieciocho años, hasta 2015. Hasta 2019, Dobet Gnahoré es madre de dos hijos.

## Estilo musical
Su estilo musical es muy variado: rumba congolesa, melodías mandingas, Bikoutsi camerunés, coros zulúes, highlife de Ghana, etcétera. Sus canciones acústicas configuran un sonido africano amable y pegadizo.
Dobet canta en una amplia variedad de lenguajes africanos: Bété, Fon, Baoule, Lingala, Malinke, Mina o Bambara.

## Premios y reconocimientos
- 2006: Nominada a los World Music Awards.[6]
- En 2010 recibió el Premio Grammy a la mejor interpretación urbana/alternativa compartido con India Arie.[7]

## Discografía

### Álbumes
- 2004:  Ano Neko
- 2007:  Na Afriki
- 2010: Djekpa La You
- 2014: Na Drê
- 2018: Miziki

### Recopilaciones
- Music from the Chocolate Lands (2004), "Kakou".
- WorldDivas (2006), "Youné" (CD2 Les Héritières").
- Acoustic Africa (2006), Paléa.